# Ауривиллиус, Пер Улоф Кристофер
Пер Улоф Кристофер Ауривиллиус (швед. Per Olof Christopher Aurivillius, 15 января 1843 — 20 июля 1928) — шведский энтомолог, секретарь Шведской академии наук.

## Биография
Кристофер Ауривиллиус родился в Форсе, Швеция, был директором Музея естественной истории в Стокгольме и специализировался на жесткокрылых и чешуекрылых. С 1901 по 1923 год Ауривиллиус был секретарем Шведской королевской академии наук. Его брат Карл Вильгельм Самуэль Ауривиллиус (1854–1899) был зоологом, как и его сын Свен Магнус Ауривиллиус (1892–1928).
Ауривиллиус был автором части о жуках усачах в Cerambycinae (1912) и частей о жуках усачах в Lamiinae (1922, 1923), в Coleopterorum Catalogus и Rhopalocera Aethiopica (1898).
Он сделал вклад в книгу Адальберта Зейтца Die Großschmetterlinge der Erde (посвящена бабочкам мира) в 1925 году.
В 1909 году написал книгу о создателе единой системы классификации растительного и животного мира Карле Линнее.
Ауривиллиус написал ряд статей о чешуекрылых Африки и книгу о мотыльках Über sekundäre Geschlechtscharaktere nordischer Tagfalter в 1880 году. 
С 1901 по 1923 год Ауривиллиус был секретарем Шведской королевской академии наук, и в 1922 году был в переписке с Альбертом Эйнштейном от имени Шведской королевской академии наук о присуждении ему Нобелевской премии.
В 1922 году он открыл жука Ozineus dimidiatus, который относится к семейству жуков усачей.